# Montauriol (Tarn)
Montauriol è un comune francese di 55 abitanti situato nel dipartimento del Tarn nella regione dell'Occitania.

## Società

### Evoluzione demografica
Abitanti censiti